# Pupa (constelație)
Pupa (pe latinește Puppis, numită în limba egipteană veche și Stelele apei) este o constelație a cerului austral. Ea reprezintă pupa unei corăbii.

## Descriere și localizare

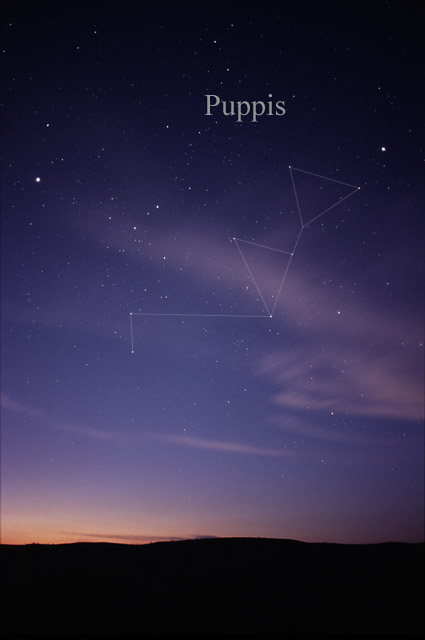
Constelația Pupa văzută cu ochiul liber. Pentru identificarea mai ușoară au fost trasate linii între stele.

Pupa este o constelație mare care se întinde în vestul și sudul Câinelui Mare. Patru din stelele ei ating o magnitudine aparentă mai mică de 3m.
Întrucât prin partea ei vestică trece banda luminoasă a Căii Lactee, în Pupa se găsesc mai multe roiuri stelare deschise precum M46, M47, M93. Datorită poziției sudice constelația nu poate fi văzută în întregime decât din sudul extrem al Europei (sudul Spaniei, Sicilia, Peloponez). De la noi se poate observa, în nopțile de iarnă, numai partea ei nordică undeva jos spre orizontul sudic. 

## Mitologie și istorie
Constelația Nava Argo ar reprezenta, în mitologia greacă, nava cu care Iason a plecat în căutarea Lânii de Aur. Ptolemeu o repertoriase în lucrarea sa Almageste. Din cauza taliei sale (1.884 de grade pătrate) și din cauza întinderii sale (70° de la est la vest), astronomul Nicolas-Louis de Lacaille  a împărțit-o în trei constelații, în anul 1752, pentru a putea fi mânuită mai ușor. Constelația Pupa este una dintre cele trei noi constelații rezultate.
Constelațiile rezultate din Nava Argo
- Carena
- Pupa
- Velele

## Observarea cerului
Localizarea constelației
Pentru a găsi Pupa, imaginați-vă o linie care unește Sirius (α Canis Majoris) și Canopus (α Carinae). Pupa se găsește de la 10° până la 20° la est de această linie.

## Stele principale
Denumirile cu litere grecești fiind atribuite stelelor cu mai mult de un secol înainte de divizarea Navei Argo, fiecare din constelațiile rezultate din partiție a moștenit mai multe litere din vechea constelație.

Vizibilitatea nocturnă a constelaţiei.

### Naos (ζPuppis)
ζ Puppis se numește Naos, ceea ce semnifică în greaca veche „navă” și-și definește aparteneța la constelația Pupa. Naos este steaua cea mai strălucitoare din constelație (α, β și ε au ajuns la Carena, δ la Velele) cu o magnitudine aparentă de 2,21.
În ciuda aparenței sale modeste, ea figurează printre stelele cele mai strălucitoare  și mai calde de pe Calea Lactee. Este aproape de 20.000 de ori mai strălucitoare decât Soarele, iar temperatura ei de suprafață atinge 42.000 K (ea emite în majoritate în ultraviolet), luminozitatea sa totală este de un milion mai mare decât aceea a Soarelui. Situată la 1.400 de ani-lumină de Pământ, ar fi tot atât de strălucitoare ca și Luna plină dacă s-ar afla tot atât de aproape ca și Alpha Centauri.
Zeta Puppis este o supergigantă albastră. Se estimează că este de optsprezece ori mai masivă decât Soarele și de patruzeci de ori mai mare decât acesta. Se rotește în jurul axei sale, cu o viteză de două sute de kilometri pe secundă, la ecuator, și pierde, în fiecare an, o parte din masa sa, producând un vânt stelar de zeci milioane de ori mai important decât vântul solar.

### Alte stele

#### Pi Puppis
π Puppis / Pi Puppis, cu magnitudinea aparentă de 2,71, este o stea dublă compusă dintr-o supergigantă portocalie și dintr-o stea albă, foarte departe una de cealaltă. Ele fac parte dintr-un roi deschis care poate fi perceput cu ochiul liber ca o pată puțin luminoasă în jurul lui π Pup. Cu un binoclu roiul se rezolvă în stele.
Pi Puppis constituie radiantul ploii de meteori Pi Puppide.

#### Asmidiske (ξPuppis)
ξ Puppis / Xi Puppis, cu denumirea tradițională Asmidiske, este o stea supergigantă galbenă cu magnitudinea aparentă de 3,34. Se află la distanța de 1.348 de ani-lumină de Terra. Numele tradițional este foarte asemănător cu cel al unei stele vecine, Aspidiske (Iota Carinae), cu care nu trebuie să fie confundată.

## Obiecte cerești
Pupa se găsește pe Calea Lactee și conține mai multe roiuri stelare și nebuloase, cea mai mare parte dintre aceste corpuri fiind vizibile cu instrumente optice mici, între care roiurile deschise M46,  M47, 10° la est și un pic la nord de Sirius, M93, NGC 2451, NGC 2467 și NGC 2477, și nebuloasele planetare NGC 2438 și NGC 2440. 
O parte din nebuloasa Gum se întinde în constelația Pupa (cea mai mare parte din ea găsindu-se în constelația Velele). Este un reziduu al unei supernove, în parte iluminată de Naos.